# Стивен Вајнберг
Стивен Вајнберг (енгл. Steven Weinberg; Њујорк, 3. мај 1933 — Остин, 23. јул 2021) био је амерички теоријски физичар и добитник Нобелове награде за физику заједно са Шелдоном Ли Глашоуом и Абдусом Саламом због својих доприноса теорији јединствене слабе и електромагнетске интеракције елементарних честица.